# Frailes (Costa Rica)
Frailes – dystrykt w kantonie Desamparados, w prowincji San José, w Kostaryce. Leży on około godziny drogi na południe od Desamparados.

## Geografia
Frailes ma powierzchnię 19.56 kilometrów kwadratowych i leży na wysokości 1,615 m n.p.m..

## Demografia
Według spisu ludności z 2011 roku dystrykt Frailes liczył 3,772 mieszkańców.

## Transport

### Transport drogowy
Przez Frailes biegną następujące drogi krajowe:
- Droga krajowa nr 222